# Emil Juel-Frederiksen
Emil Juel-Frederiksen (14 april 1873 – 26 januari 1950) was een Deense componist, zanger en organist.

## Achtergrond
Juel-Frederiksen groeide op als kind van de zanger/cantor van de Garnisons Kirke te Kopenhagen Peter Frederiksen en balletdanseres Lauritze Thora Margrethe Louise Juel. Van 1891 tot 1893 studeerde hij zang en klarinet aan het Koninklijke Deense Conservatorium (Det Kongelige Danske Musikkonservatorium) en kreeg hij privélessen op het kerkorgel. In 1893 ging hij naar Berlijn om zich er verder te bekwamen in de zangkunst. Bij zijn terugkeer in Denemarken werd hij zanger bij het koor van de Garnisons Kirke en maakte hij als concertzanger reizen door Denemarken en Noorwegen.
Van 1898 tot 1901 was hij organist aan de Sankt Laurentikerk te Kerteminde en van 1901 tot 1943 aan de Apostelkerk in Kopenhagen. Bovendien werkte hij enige tijd als criticus voor het Kopenhaagse Aftenbladet en had hij verschillende aanstellingen als muziekleraar.

## Muziek
Juel-Frederiksen was een begenadigd componist van kleine en licht-sentimentele pianowerken, zoals die in zijn tijd populair waren. Veel van zijn werken waren fantasieën over bekende werken, kerstmelodieën en geestelijke gezangen. Maar hij componeerde ook een aantal grotere werken waaronder cantates, een ballet en suites voor orkest. Zijn muziek werd uitgegeven door diverse muziekuitgeverijen. Hij schreef muziek voor drie Deense koningen, maar al zijn muziek lijkt in de 21e eeuw vergeten te zijn.

### Werklijst (gedeelte)
- opus 5: Tre sange
- opus 6: O hvor der er dejligt derhjemme (opgedragen aan operazanger J. Lindahl)
- opus 7; Fire sange
- opus 8: Mit hjem
- opus 9: Sangerens vise
- opus 11: Vil du Elske mig
- opus 13: Zigeunere drage forbi; klaverstykke
- opus 16: Danske Husarer, Marsch
- opus 18: Lille valmue
- opus 19: Ja kun alene dig
- opus 20: Tre sange for en mellemstemme og pianoforte
- opus 22: Lille Gud Amor
- opus 26: Herrens bon (Faver vor)
- opus 28: Guirlande: Valse gracieuse
- opus 29: Ved du hvorfor
- opus 33: Med en buket
- opus 34: Nye sange for en mellemstemme og pianoforte
- opus 35: Nye sange for en mellemstemme og pianoforte
- opus 36: Lille inger tro du mig! Of Sommerfuglen
- opus 37: Det veed jeg Lille mor; in 1906 vastgelegd door Johannes Herskind voor RCA Victor
- opus 38: Blomstrende kirsebaergrene; Japansk intermezzo
- opus 40: Erindrer du den forste gang? (Sang for en stemme med piano)
- opus 43: Annie med de gyldne lokker
- opus 44: Sorgemarsch ved Kong Christian IX død (1906)
- opus 45: Moderens sang
- opus 47: Tak at vi var to
- opus 48: Kys mig paa Øjnene sol!
- opus 49: Det gyldenhvide himmellys
- opus 50: Min dronning i blomsternes rige
- opus 51: Bandecca min rose
- opus 52: Du min guldfisk
- opus 53: Sommeraften
- opus 58: Tatjana: Russisk mazurka
- opus 59: Viser og smaa digte af Zakarias Nielsen (waaronder Sig, husker du i sommer)
- opus 63: Piazza del popolo (balletmuziek)
- opus 64: Flirt (circa 1909)
- opus 67: Lille Ester
- opus 69: Lisbeth
- opus 71: Intet ly for Svensen og hans pige
- opus 73: La Grisette
- opus 75: Abendruhe
- opus 77: Skandinavische suite
- opus 79: Når juleysene tindrer
- opus 81: Foraarsles, intermezzo
- opus 90: Rita Sachetto, wals voor piano
- Bijdragen aan Musik for alle: Klaverstykker, danse og sange, diverse bundels
- Barnets Farvel, fantasi over Emil Hornemans berømte melodi (lied)
- Julens salmer (verzamelbundel kerstliederen)
- Tre sange for en mellemstemme
- Sorgemarsch ved Kong Frederik den VIII, død 15 maj 1912
- Christian X Hyldningsmarsch
- Grönland-suite
- Min lille Skærgaardspige
- Dybbøl
- Højt mod Nord (ballet)
- Tonbilder aus Skandinavien
- Stimmungen von Island und Färö
- Kong Valdemars jagt
- Nordisk stemning
- Saesterpigens dromme
- Thors Brudefærd
- Aus dem Nordlande
- Ponte del sospiri

- Bibsys: 1024281
- Gemeinsame Normdatei: 1133229263
- International Standard Name Identifier: 0000 0000 4623 7055
- Library of Congress Control Number: no2002049382
- Nationale Bibliotheek van Tsjechië: mzk2014815199
- Virtual International Authority File: 34124806
- WorldCat: E39PBJcgtMPkbPwqbmWrgYgxjC